# Eidalimus henshawi
Eidalimus henshawi är en tvåvingeart som först beskrevs av Malloch 1917.  Eidalimus henshawi ingår i släktet Eidalimus och familjen vapenflugor. Inga underarter finns listade i Catalogue of Life.